# Kara Nova
 (août 2019).
Pour les articles homonymes, voir Nova (homonymie).
Kara Nova est une acrobate de pole dance de la région de la baie de San Francisco en Californie.

## Carrière
Kara Nova quitte l'Ohio pour s'installer à San Francisco à l'âge de 18 ans. Elle se produit régulièrement comme acrobate de pole dance dans différentes salles de spectacle de la côte ouest américaine avec la troupe burlesque Hubba Hubba Revue et avec la troupe de cirque et de cabaret d'avant-garde The Vau de Vire Society.
En juillet 2011, Kara Nova apparait sur l'affiche de Hubba Hubba Revue comme une danseuse de pole dance et une sainte, brûlée sur un bûcher, avec une légende burlesques Religion à l'ancienne et Planche 15. Kara Nova. Le livre des martyrs de Foxy - un jeu sur le Livre des Martyrs de John Foxe.
Les critiques s'accordent à dire que Kara Nova est une acrobate exceptionnelle et une interprète impressionnante. Der Spiegel a commenté « Des clubs de strip-tease? Des bars Topless? Des Callgirls pas chères? Oubliez ça. La pole dance est depuis longtemps un sport à la mode et Kara Nova est l'une des meilleures danseuses des États-Unis. Cette jeune fille de 22 ans est tout en muscle, et ses performances mêlent poses frivoles et lascives - mais jamais vulgaires. » . SF Weekly a de son côté commenté que « Le programme de pole dance Le bûché à la croix de Kara Nova est un must. » .